# Miss San Marino
Miss San Marino è un concorso di bellezza internazionale per le ragazze dai 16 ai 24 anni, di nazionalità sammarinese o italiana. Le vincitrici hanno rappresentato San Marino a Miss International nel 2000 e nel 2001 ed a Miss Europa nel 2001 e nel 2002.
Molte delle miss, vincitrici comprese, hanno partecipato, prima o dopo, anche al concorso di Miss Italia; ma solo nella piccola Repubblica hanno raggiunto le posizioni più alte.

## Albo d'oro
| Anno                 | Vincitrice                | Regione/Stato di provenienza | Note                                |  |
| -------------------- | ------------------------- | ---------------------------- | ----------------------------------- |  |
| 1996                 | Alessandra Gessi          | Emilia-Romagna, Italia       |                                     |  |
| 1997                 | Claudia Zannoni           | Emilia-Romagna, Italia       |                                     |  |
| 1998                 | Eva Neri                  | Sconosciuta                  |                                     |  |
| 1999                 | Francesca Guidi           | Toscana, Italia              |                                     |  |
| 2000                 | Chiara Valentini          | Lombardia, Italia            |                                     |  |
| 2001                 | Marzia Bellesso           | Veneto, Italia               | Top 15 a Miss International 2001    |  |
| 2002                 | Melania Astolfi           | Emilia-Romagna, Italia       |                                     |  |
| 2015                 | Glenda Canavese           | Sconosciuta                  | Top 16 a Miss Intercontinental 2015 |  |
| Miss San Marino 2024 | Tatiana Nicoleta Raducanu | Italia (bandiera)            | Miss Intercontinental               |  |